# 13 (Blur)
13 is het zesde studioalbum van de Engelse rockband Blur, verschenen in maart 1999.

## Geschiedenis
Het album is vernoemd naar de opnamestudio van Damon Albarn in Londen en is de eerste plaat zonder Blurs vertrouwde producer Stephen Street. De productie was in handen van William Orbit, die meer thuis is in elektronische muziek. Op 13 evolueert Blur verder door vanaf zijn britpop-roots naar meer intellectuele muziek.
Het album bereikte de eerste plaats in de Britse albumlijsten, maar moest op de Billboard Album Top 200 in Amerika genoegen nemen met een topnotering op nummer 80. Ook in Nederland was de ontvangst gemengd.
Drie nummers van het album, Tender, Coffee & TV en No Distance Left to Run, werden als single een hit. Tender bereikte in het thuisland de tweede plaats in de hitparade. De videoclip van Coffee & TV herbevestigde de reputatie van de band als een cultgroep in de Verenigde Staten, waar het nummer zeer vaak werd uitgezonden op de muziekzenders. De Swamp Song verwijst naar aartsrivaal Oasis, die in 1995 op de B-kant van Wonderwall het nummer The Swamp Song had uitgebracht.
De hoes van het album toont een detail van een olieverfschilderij, getiteld Apprentice ("gezel" of "stagiair"), van medeoprichter en gitarist van de band Graham Coxon. De cijfers 1 en 3 van de titel in de linkerbovenhoek versmelten tot een letter B. Ook de singles werden door hem vormgegeven.

## Tracks
Alle nummers werden geschreven door Damon Albarn, Graham Coxon, Alex James en Dave Rowntree.
1. 7:40 Tender
2. 4:47 Bugman
3. 5:58 Coffee & TV
4. 4:36 Swamp Song
5. 5:29 1992
6. 2:52 B.L.U.R.E.M.I.
7. 7:43 Battle
8. 3:56 Mellow Song
9. 4:26 Trailerpark
10. 7:38 Caramel
11. 5:37 Trimm Trabb
12. 3:27 No Distance Left to Run
13. 2:34 Optigan 1

## Bezetting
- Damon Albarn - Zang
- Graham Coxon - Elektrische gitaar
- Alex James - Elektrische basgitaar
- Dave Rowntree - Drums